# Arcidiocesi di Spalato-Macarsca

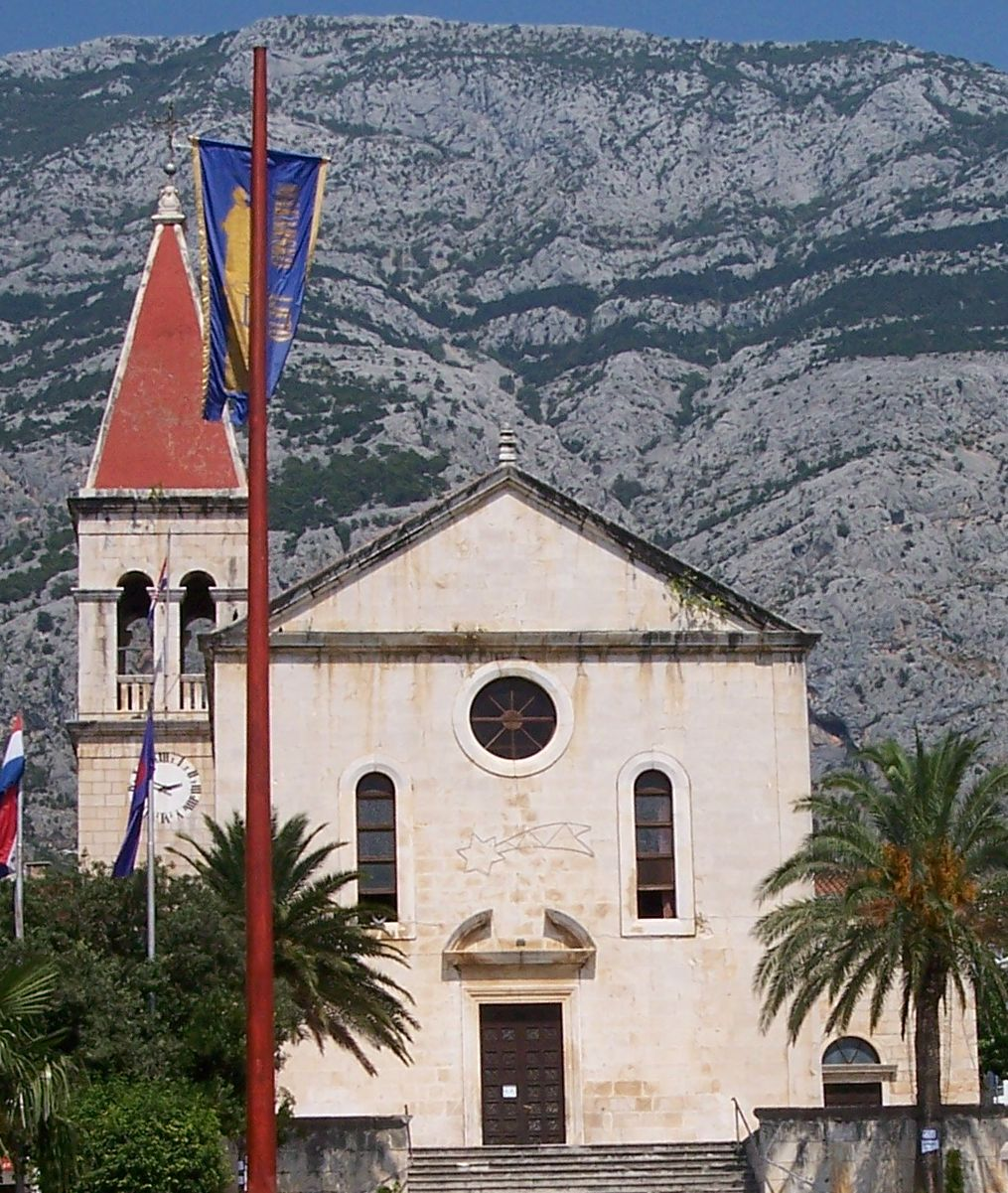
L'ex cattedrale di Macarsca dedicata a San Marco.

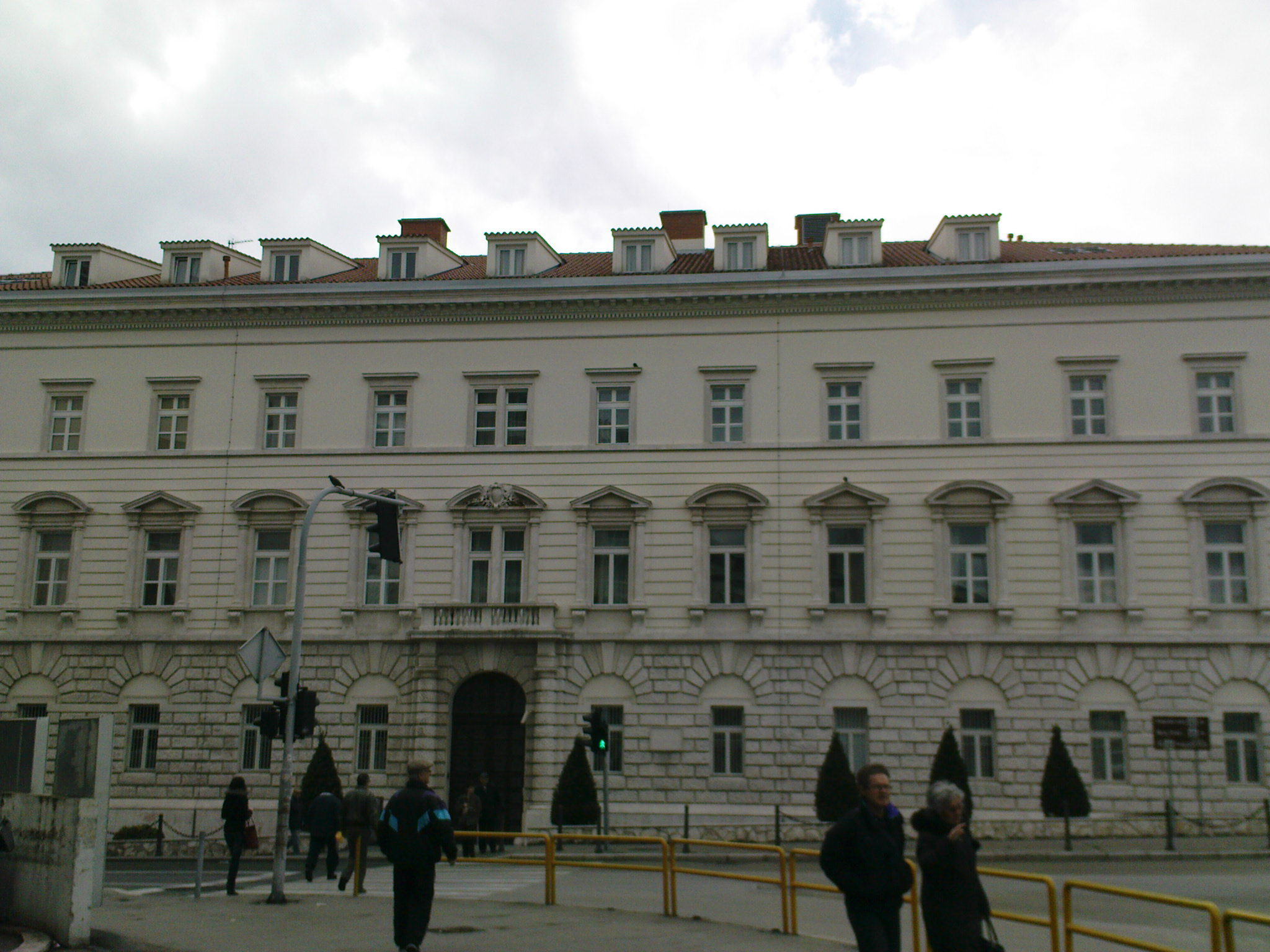
Il palazzo arcivescovile di Spalato.

L'arcidiocesi di Spalato-Macarsca (in latino Archidioecesis Spalatensis-Macarscensis) è una sede metropolitana della Chiesa cattolica in Croazia. Nel 2023 contava 380.371 battezzati su 418.400 abitanti. È retta dall'arcivescovo Zdenko Križić, O.C.D.

## Territorio
L'arcidiocesi si estende su parte delle regioni spalatino-dalmata e raguseo-narentana.
Sede arcivescovile è la città di Spalato, dove si trovano la cattedrale di San Doimo e la concattedrale di San Pietro apostolo. A Macarsca, Scardona e Traù sorgono le ex cattedrali, dedicate rispettivamente a San Marco, a San Giacomo e a San Lorenzo.
Il territorio è suddiviso in 187 parrocchie, raggruppate in 13 decanati.

## Storia
La diocesi di Salona fu eretta nel III secolo. Primo vescovo conosciuto è il martire san Venanzio, morto sotto il regno di Valeriano nel 257.
Nel V secolo fu elevata al rango di arcidiocesi metropolitana; inizialmente la metropolia si estendeva a tutta la Dalmazia, dall'Istria all'Epiro e all'interno fino al Danubio.
Nei sinodi di Salona del 530 e del 533, ne risulta che dalla metropolia di Salona dipendevano 9 diocesi suffraganee, alle quali si aggiunsero tre nuove sedi istituite in questi due sinodi. Le diocesi erano: Arbe, Zara, Scardona, Narona, Epidauro, Martar o Ad Matrices, Bistue, Sisak, Baloe o Baroe, più le tre nuove di Ludrum, Sarsenterum e Macarsca.
Nel VII secolo la città di Salona cadde in rovina (636). Dopo quattordici anni di sede vacante, la sede arcivescovile venne trasferita a Spalato. Protagonista della rinascita dell'arcidiocesi fu il vescovo Giovanni di Ravenna († 680).
Nel concilio di Spalato del 925 fu definita la provincia ecclesiastica di Spalato, che comprendeva le diocesi di Veglia, Ossero, Arbe, Zara, Ragusa, Cattaro, Nona e Stagno. Nel X secolo si aggiunse anche la diocesi di Traù. Negli atti del sinodo del 925 l'arcivescovo di Spalato si fregia del titolo di Dalmatiae ac totius Croatiae primas. Papa Leone VI confermò gli atti del sinodo.
Questo sinodo fu importante anche per la storia politica croata perché in esso fu riconosciuta la sovranità di Tomislao I di Croazia come re e non più solo come duca. Lo stesso re partecipò al concilio, nel quale fu decisa l'adozione definitiva per tutta la Croazia del rito latino e la rinuncia all'uso del glagolitico, come pure la permanenza della Croazia alla diretta dipendenza ecclesiastica di Roma.
Nell'XI e XII secolo la metropolia di Spalato si ridusse per l'elevazione a sedi metropolitane prima di Ragusa nel 999, poi di Antivari nel 1034 e infine Zara nel 1145, mentre alcune sedi vescovili della Slavonia e della Bosnia divengono suffraganee di arcidiocesi ungheresi. Nel 1155 Zara riconobbe la giurisdizione primaziale del patriarcato di Grado: quando la sede patriarcale sarà trasferita a Venezia, i patriarchi continueranno a fregiarsi del titolo di primate della Dalmazia, benché non avessero mai esercitato nessuna giurisdizione reale.
Nel 1636 la Sacra Rota risolvette la questione primaziale assegnando a Venezia i diritti sulla metropolia di Zara e a Spalato quelli sulla metropolia di Ragusa. Tuttavia nel 1690 papa Alessandro VIII concesse al Senato Veneto il diritto di nominare vescovi e arcivescovi della Dalmazia.
Con la bolla Locum beati Petri di papa Leone XII del 30 giugno 1828, messa in atto nel 1830, la diocesi di Macarsca fu unita all'arcidiocesi: a Macarsca risiedeva un vescovo ausiliare con l'incarico di vicario generale e la chiesa principale di Macarsca divenne concattedrale. Spalato, tuttavia, perse i diritti metropolitici e il titolo arciepiscopale, assumendo il nome di diocesi di Spalato e Macarsca, suffraganea dell'arcidiocesi di Zara. Con la stessa bolla furono modificati i confini della diocesi, che acquisì 9 parrocchie della soppressa diocesi di Traù, perdendo quella di Chievo ceduta alla diocesi di Sebenico.
Il 27 luglio 1969 in forza della bolla Qui vicariam di papa Paolo VI la diocesi di Macarsca è stata unita a quella di Spalato con unione estintiva; contestualmente Spalato ha mutato il proprio nome in Spalato-Macarsca ed è stata nuovamente elevata al rango di arcidiocesi metropolitana con le attuali diocesi suffraganee.

## Cronotassi dei vescovi
Si omettono i periodi di sede vacante non superiori ai 2 anni o non storicamente accertati.

### Sede di Salona
- San Venanzio † (250 - 257 deceduto)
- San Doimo † (circa 284 - 10 aprile 304 deceduto)
- Primo † (305 - 325)
- Massimo I † (326 - 346)
- Leonzio † (365 - 381)
- Gaiano † (381 - 391)
- Sinferio † (391 - 405)
- Esichio † (405 - 426 deceduto)
- Pascasio † (426 - 443)
- Cesario † (443 - 460)
- Giustino † (460 - 473 deceduto)
- Glicerio † (474 - 480 deceduto)
- Onorio I † (481 - 505 deceduto)
- Gianuario I † (505 - 510)
- Stefano † (510 - 527 deceduto)
- Onorio II † (528 - 547)
- Frontiniano I † (547 - 554)
- Pietro † (554 - 562 deceduto)
- Probino † (562 - 566)
- Natale † (580 - 593 deceduto)
- Massimo II † (598 - 610)
- Teodoro † (610 - 614)
- Frontiniano II † (620 - 638)

### Sede di Spalato
- Giovanni I di Ravenna † (650 - circa 680)
- Pietro II † (?)
- Mariano † (?)
- Martino I † (?)
- Leone † (?)
- Pietro III † (840 - 860 deceduto)
- Giustino † (860 - 876 deceduto)
- Marino † (881 - 886 deceduto)
- Teodosio † (887 - 893)
- Pietro IV † (893 - 912)
- Giovanni II † (914 - 928)
- Gianuario II † (? - circa 940)
- Frontiniano III † (circa 940 - circa 970)
- Martin II † (970 - 1000)
- Pavao † (1015 - 1030)
- Martin III † (1030)
- Dobralj † (1030 - 1050 deposto)
- Ivan III † (1050 - 1059 dimesso)
- Lorenzo † (1059 - 1099 deceduto)
- Crescenzio † (1110 - 1112 deceduto)
- Manasse † (1112 - 1114 o 1115 deposto)
  - Sede vacante (1115-1135)
- Grgur † (1135)
- Gandino † (1136 - 1158 deposto)
- Absalom † (1159 - 1161 deceduto)
- Pietro V † (2 luglio 1161 - 1166 deceduto)
- Albert † (1166)
- Gerardo † (1167 - giugno/dicembre 1170 nominato arcivescovo di Siponto)
- San Ranieri o Rainerio Massini † (1175 - 4 agosto 1180 deceduto)
  - Sede vacante (1180-1185)
- Petar VI † (1185 - 1187 nominato arcivescovo di Kalocsa)
- Petar VII, O.S.B. † (1188 - 1196)
- Bernard, O.S.B. † (1198 - 1217 deceduto)
- Slavič † (1217 - 1219)
- Guncel, O.Cruc. † (29 luglio 1220 - 31 maggio 1242 deceduto)
- Ugrin	† (aprile 1245 - 27 novembre 1248 deceduto)
- Ruggero di Puglia † (30 aprile 1249 - 14 aprile 1266 deceduto)
- Ivan de Buzad, O.P. † (1266 - 1294 deceduto)
  - Jakob † (1294 - 1297 dimesso) (vescovo eletto)
- Petar VIII, O.F.M. † (10 maggio 1297 - 1324)
- Belijan † (26 settembre 1324 - 28 gennaio 1328 deceduto)
- Domenico Luccari † (17 ottobre 1328 - aprile 1348 deceduto)
- Joannes, O.E.S.A. † (30 maggio 1348 - ?)
- Ugolino Branca, O.S.B. † (25 giugno 1349 - 1388 dimesso)
- Andrea Gualdo † (29 maggio 1389 - 1402 dimesso)
- Pellegrino d'Aragona, O.F.M. † (18 aprile 1403 - 7 maggio 1409 deceduto)
- Doimo Giudici † (11 agosto 1410 - 1411 dimesso)
- Pietro da Pago, O.F.M. † (19 ottobre 1411 - 30 dicembre 1426 deceduto)
- Francesco Malipiero, O.S.B. † (27 gennaio 1427 - 16 giugno 1428 nominato arcivescovo, titolo personale, di Castello)
- Bartolomeo Zabarella † (16 giugno 1428 - 18 dicembre 1439 nominato arcivescovo di Firenze)
- Jacopino Badoer † (18 dicembre 1439 - 1451 deceduto)
- Lorenzo Zane † (5 giugno 1452 - 28 aprile 1473 nominato arcivescovo, titolo personale, di Treviso)
- Pietro Riario, O.F.M.Conv. † (28 aprile 1473 - 3 gennaio 1474 deceduto)
- Giovanni Dacre † (1474 - 1º aprile 1478 nominato arcivescovo, titolo personale, di Treviso)
  - Pietro Foscari † (1º aprile 1478 - 17 settembre 1479 dimesso) (amministratore apostolico)
- Bartolomeo Averoldi † (17 settembre 1479 - 1503 deceduto)
- Bernardo Zane † (15 febbraio 1503 - 5 gennaio 1524 deceduto)
  - Sede vacante (1524-1527)
- Andrea Corner † (1527 - 1536 dimesso)
- Marco Corner † (11 agosto 1537 - 1566 dimesso)
- Alvise Michiel † (19 giugno 1566 - circa 1582 deceduto)
- Giovanni Domenico Marcot, O.P. † (circa 1582 succeduto - 2 agosto 1602 deceduto)
- Marco Antonio de Dominis † (15 novembre 1602 - 1616 dimesso)
- Sforza Ponzoni † (22 agosto 1616 - ottobre 1640 deceduto)
- Leonardo Bondulmer † (15 aprile 1641 - 1667 o 1668 dimesso)
- Bonifacio Albani, C.R.S. † (30 gennaio 1668 - 18 febbraio 1678 deceduto)
- Stefano Cosmi, C.R.S. † (5 settembre 1678 - 10 maggio 1707 deceduto)
- Stefano Cupilli, C.R.S. † (12 marzo 1708 - 11 dicembre 1719 deceduto)
- Giovanni Laghi, C.R.S. † (15 aprile 1720 - 11 febbraio 1730 deceduto)
- Antun Kadčić † (18 dicembre 1730 - 7 ottobre 1745 deceduto)
- Pacifico Bizza † (17 gennaio 1746 - 13 maggio 1756 deceduto)
- Niccolò Dinarico (Dinarić) † (3 gennaio 1757 - giugno 1764 deceduto)
- Giovanni Luca de Garagnin † (5 giugno 1765 - 20 ottobre 1780 deceduto)
  - Sede vacante (1780-1784)
- Lelio de Cippico † (20 settembre 1784 - 24 marzo 1807 deceduto)
  - Sede vacante (1807-1830)

### Sede di Spalato e Macarsca (poi Spalato-Macarsca)
- Pavao Klement Miošić † (15 marzo 1830 - 10 ottobre 1837 deceduto)
- Benigno Albertini † (23 giugno 1838 - 24 agosto 1838 deceduto)
- Giuseppe Godeassi † (27 aprile 1840 - 22 giugno 1843 nominato arcivescovo di Zara)
- Luigi Pini † (17 giugno 1844 - 11 gennaio 1865 deceduto)
- Marco Calogerà † (29 ottobre 1866 - 4 dicembre 1888 deceduto)
- Filip Frane Nakić † (30 dicembre 1889 - 26 dicembre 1910 deceduto)
- Antun Gjivoje † (11 luglio 1911 - 27 febbraio 1917 deceduto)
- Juraj Carić † (8 giugno 1918 - 17 maggio 1921 deceduto)
  - Sede vacante (1921-1923)
- Kvirin Klement Bonefačić † (6 giugno 1923 - 9 maggio 1954 dimesso[4])
  - Sede vacante (1954-1960)
- Frane Franić † (24 dicembre 1960 - 10 settembre 1988 ritirato)
- Ante Jurić † (10 settembre 1988 - 21 giugno 2000 ritirato)
- Marin Barišić (21 giugno 2000 - 13 maggio 2022 ritirato)
- Dražen Kutleša (13 maggio 2022 succeduto - 14 febbraio 2023 nominato arcivescovo coadiutore di Zagabria)[5]
- Zdenko Križić, O.C.D., dall'8 settembre 2023

## Statistiche
L'arcidiocesi nel 2023 su una popolazione di 418.400 persone contava 380.371 battezzati, corrispondenti al 90,9% del totale.
| anno | popolazione | popolazione | popolazione | presbiteri | presbiteri | presbiteri | presbiteri                | diaconi | religiosi | religiosi | parrocchie |
| anno | battezzati  | totale      | %           | numero     | secolari   | regolari   | battezzati per presbitero | diaconi | uomini    | donne     | parrocchie |
| ---- | ----------- | ----------- | ----------- | ---------- | ---------- | ---------- | ------------------------- | ------- | --------- | --------- | ---------- |
| 1950 | 260.000     |             |             | 236        | 143        | 93         | 1.101                     |         | 107       | 350       | 149        |
| 1970 | 313.000     | 365.000     | 85,8        | 284        | 150        | 134        | 1.102                     |         | 184       | 517       | 165        |
| 1980 | 349.450     | 432.860     | 80,7        | 320        | 172        | 148        | 1.092                     |         | 216       | 514       | 191        |
| 1990 | 473.726     | 495.350     | 95,6        | 334        | 188        | 146        | 1.418                     |         | 201       | 526       | 177        |
| 1999 | 412.261     | 472.088     | 87,3        | 360        | 200        | 160        | 1.145                     |         | 182       | 534       | 185        |
| 2000 | 415.000     | 475.000     | 87,4        | 357        | 199        | 158        | 1.162                     |         | 189       | 535       | 186        |
| 2001 | 409.584     | 473.887     | 86,4        | 366        | 203        | 163        | 1.119                     |         | 198       | 531       | 186        |
| 2002 | 409.584     | 473.887     | 86,4        | 369        | 204        | 165        | 1.109                     |         | 190       | 517       | 186        |
| 2003 | 427.420     | 473.887     | 90,2        | 369        | 199        | 170        | 1.158                     |         | 201       | 505       | 186        |
| 2004 | 428.382     | 464.329     | 92,3        | 353        | 199        | 154        | 1.213                     |         | 182       | 497       | 186        |
| 2010 | 437.989     | 468.801     | 93,4        | 380        | 201        | 179        | 1.152                     |         | 209       | 460       | 186        |
| 2014 | 441.036     | 456.029     | 96,7        | 350        | 189        | 161        | 1.260                     |         | 186       | 481       | 187        |
| 2017 | 446.000     | 475.000     | 93,9        | 359        | 204        | 155        | 1.242                     |         | 181       | 374       | 187        |
| 2020 | 425.000     | 445.000     | 95,5        | 371        | 197        | 174        | 1.145                     |         | 193       | 463       | 187        |
| 2022 | 390.270     | 419.646     | 93,0        | 351        | 196        | 155        | 1.111                     |         | 168       | 435       | 187        |
| 2023 | 380.371     | 418.400     | 90,9        | 345        | 194        | 151        | 1.102                     |         | 164       | 435       | 187        |

## Santi
- San Rainerio di Cagli (1100 - Spalato, 1180), vescovo e martire, compatrono della città e diocesi di Cagli e dell'arcidiocesi di Spalato.